# Zameczny Potok
Zameczny Potok – potok w województwie dolnośląskim na Wzgórzach Niemczańsko-Strzelińskich, prawy dopływ Złotnika.

## Położenie
Wypływa na wysokości 334 m n.p.m. w północnym zboczu Cierniowej Kopy na południowym skraju Wzgórz Dobrzenieckich koło miejscowości Baldwinowice i Kolonia Bobolice. Płynie przez Bukowy Las na Wysoczyźnie Ziębickiej płytką, krętą doliną, tworząc meandry, między wzgórzami Piaskówka i Buczniak na północy a Zameczną, na skraju rezerwatu przyrody Muszkowicki Las Bukowy. Uchodzi do Złotnika pod Kaplicznym Wzgórzem koło Muszkowic.

## Historia
W lasach na brzegach potoku neolityczne i wczesnośredniowieczne cmentarzyska kurhanowe.

## Szlaki turystyczne
W dolinie Zamecznego Potoku przy szosie Muszkowice – Piotrowice Polskie węzeł szlaków zwany Zameczny Potok:
 Ząbkowice Śląskie – Bobolice – Cierniowa Kopa – Zameczny Potok – Muszkowicki Las Bukowy – Muszkowice – Henryków – Raczyce – Witostowice – Nowolesie – Nowoleska Kopa – Kalinka – Nowina – Dzierzkowa – Siemisławice – Przeworno – Krzywina – Garnczarek – Skrzyżowanie pod Dębem – Biały Kościół
 Ziębice – Lipa – Jasłówek – Krzelków – Zameczny Potok – Ciepłowody – Kawia Góra (Łysica) – Ruszkowice – Ostra Góra – Podlesie – Przerzeczyn-Zdrój – Grzybowiec – Piława Górna – Piława Dolna